# (6234) Sheilawolfman
(6234) Sheilawolfman (1986 SF) – planetoida z pasa głównego asteroid okrążająca Słońce w ciągu 3,4 lat w średniej odległości 2,26 j.a. Odkryta 30 września 1986 roku.